# Subkulturtheorie
Die Subkulturtheorie ist ein kriminalsoziologischer Ansatz, der normabweichendes Verhalten aus Gruppenzugehörigkeit erklärt. Damit hat er keinerlei Prognosewert für den Einzelfall. Die Versionen dieser Theorie stammen ausnahmslos aus der Tradition der Chicagoer Schule der Soziologie.
Die Grundannahme der Theorie ist, dass sich gesellschaftliche Teilkulturen (Subkulturen) in Bedürfnissen, Verhaltensweisen, Werten und Normen derartig von der jeweiligen Hauptkultur (Mittelschichtskultur) unterscheiden, dass kriminelle Handlungen geradezu zwangsläufig sind. Die Protagonisten der kriminologischen Subkulturtheorie gewannen ihre Erkenntnisse aus der Beobachtung von großstädtischen Banden (Gangs) junger Männer, womit der kriminologische Erklärungsgewinn beschränkt blieb.
Diesem Erklärungsansatz wurde im Laufe kriminologischer Theoriebildung der Begriff der Neutralisierung entgegengesetzt.

## Thrasher/Whyte und Cohen
Frederic Milton Thrasher (1927), William F. Whyte (1943) und mit der größten Wirkung auf die Lehrbuchkriminologie Albert K. Cohen (1957) erklärten die Häufung von Delinquenz in bestimmten Stadtvierteln damit, dass in diesen Territorien jugendliche Banden mit abweichenden Wert- und Normgefügen agieren. Die Abweichungen seien als Reaktion auf Mittelschichtserwartungen zu verstehen, denen von jungen Männern aus der Unterschicht nicht entsprochen werden könne. Subkulturelle Gruppen sind danach „Ersatzgesellschaften“ zur Befriedigung von Gemeinschaftsbedürfnissen.
Die Entstehung der Subkulturen beschreiben sie als spontan und ungeplant – ganz im Gegensatz zu Vereinen, denen eine Planungsphase vorausgehen muss.  Die Entstehung lässt auf den Charakter der Gründer und Teilnehmer schließen. Ihr ganzes Weltbild wird durch den Augenblick und den Wunsch, keine Verantwortung und Verpflichtungen zu haben, bestimmt. Damit in dieser Gruppe ein Gemeinschaftsgefühl entstehen kann, werden bestimmte Aktivitäten und Reaktionen betont, die genau der Stabilisation der Gruppe dienen. Im Rahmen dieser Aktivitäten, unter denen gemeinsames Herumlungern und/oder Spielen verstanden wird, tritt eine wechselseitige Stimulation auf. Auf diese Weise wird eine gemeinsame Verhaltensvorschrift herausgearbeitet, an denen sich die Gruppenmitglieder erkennen können. Die verschiedenen Banden lassen sich nach gewissen Kriterien ausdifferenzieren: Es handelt sich um die Gruppenstruktur und Altersstruktur:

### Aufgliederung nach der Gruppenstruktur
Als Diffuse und amorphe Banden/Gangs werden solche Zusammenschlüsse bezeichnet, die sich  durch kurzzeitige Solidarität und eine lockere Gruppenstruktur kennzeichnen. Der Konsens über die Führerschaft ist gering. Gefestigte und konsolidierte Banden zeichnen sich durch eine hohe Loyalität und Gruppenmoral aus. Konventionelle Banden werden von Außenstehenden gegründet und sie besitzen eine      formale Struktur (Mitgliedsbeiträge, Wahlen usw.), folglich sind ihre Mitglieder angepasst. Sobald die Kontrolle nachlässt oder überhaupt nicht mehr vorhanden ist, treten destruktive und demoralisierende Einflüsse auf. Kriminelle Banden entstehen, wenn eine Integration älter gewordener Bandenmitglieder in die Gesamtgesellschaft nicht gelingt.

### Aufgliederung nach der Altersstruktur
Kinderbanden zeichnen sich durch eine diffuse Organisation in der Nachbarschaft aus, d. h.: dass es sich um einen unverbindlichen Zusammenschluss im Rahmen einer Spielgruppe handelt. Jugendbanden sind besser als Kinderbanden organisiert. Sie sind aber genauso lokal, also auf die Straßenecke, fixiert. Sie sind unbeaufsichtigt und halb delinquent, wobei die Entwicklung zum Berufsverbrecher in diesem Rahmen anfängt.
Erwachsenenbanden sind in Clubform organisiert und ihre Aktivitäten sind vielfältig.   Konflikte spielen eine vergleichsweise geringe Rolle. Eine spezifische Art ist der kriminelle Typ.
An diesem Ansatz ist die Ausdifferenzierung besonders interessant. Die Gruppenstruktur spielt eine wichtige Rolle, denn sie wird durch die Zielsetzung der Mitglieder ursächlich bestimmt. Diese Zielsetzung hängt aber auch mit dem Alter zusammen. Alter und Zielsetzung beeinflussen sich gegenseitig. Auch die Frage, ob die Ziele der Gruppe mit kriminellen Mitteln durchgesetzt werden, hängt von den Gesetzen der Gruppe ab, die wiederum durch die Mitglieder bestimmt werden. Außerdem ist zu vermerken, dass Trasher/Whyte ein grobes Raster für die Einordnung jugendlicher Gruppen bereitstellen.
Sicherlich gibt es auch Gruppen, die sowohl bestimmte Eigenschaften der einen Zuordnung als auch einer anderen erfüllen.

## Yinger
Auch John Milton Yinger setzte sich mit der Frage der Subkulturen und deren Beschreibung auseinander. Yinger ist der Begriff Subkultur nicht differenziert genug. Er versteht allgemein unter diesem Begriff Subkultur: normative Systeme innerhalb der Mehrheitsgesellschaft, Präkultur (Einbezug der biologischen Grundlagen) und die Kontrakultur. Sein Verdienst liegt in der von ihm beschriebenen Kontrakultur. Yinger differenzierte die Subkulturen auf eine andere Weise aus, als es Trasher und Whyte taten. Yinger stellt das sogenannte Konfliktthema in den Vordergrund. Ob es überhaupt und wenn ja, welches Konfliktthema es gibt, differenziert die Subkulturen aus. Bestimmte Gruppen grenzen sich erstmal alle von der Gesellschaft ab.
Sie zeichnen sich durch Verschiedenes aus: Kleidung, Sprache und Verhaltensvorschriften. Eine Subkultur, die die Mehrheitsgesellschaft zwar wahrnimmt, aber keine Auseinandersetzung mit ihr hat, wird als Subkultur von Yinger bezeichnet. Sobald eine Auseinandersetzung, ein Konflikt zwischen Gruppe und Mehrheitsgesellschaft auftritt, spricht Yinger von einer Kontrakultur. Die Gruppe, die als Kontrakultur gilt, wird durch die Auseinandersetzung mit der Gesellschaft derart beeinflusst, so dass sie sich als Ergebnis dieses Konflikts von der Gesellschaft abwendet und eigenständig nach eigenen Vorlieben ausdifferenziert. Darüber hinaus strebt Yinger eine analytische Unterscheidung zwischen Rollen und Subkulturen an. Er führt aus, dass Rollen fast jedem Bürger bekannt und anerkannt seien. Subkulturen hingegen nicht.

## Yablonsky
Lewis Yablonsky entwickelte 1962 mit dem Konzept der „Near-Group“ eine Ergänzung zu den früheren Versionen der Subkulturtheorie. Diese Form der Gruppenorganisation sei flexibel gegenüber den jeweiligen Bedürfnissen der Gruppenmitglieder und könne eine vorübergehende Befreiung von den herrschenden Normen der Gesamtgesellschaft wirken. Dies gelte insbesondere für Jugendliche, denen es aufgrund von Defiziten in ihrer Sozialisation nicht möglich sei, sich in hoch strukturierten Gruppen zu halten.
Die Idee der Near-Group stellt einen Mittelweg zwischen einer nicht definierten und unstrukturierten Gruppe einerseits sowie einer hoch strukturierten, von Zusammenhalt geprägten Gruppe andererseits dar. Das Konzept einer Near-Group definiert sich durch lose Strukturierung in einer spezifischen Organisationsform. In dieser findet eine spontane Interaktion statt.
Diese Form der Gruppenorganisation beschreibt Yablonski in ihrer Funktion als flexibel gegenüber den jeweiligen Bedürfnissen der Gruppe und sie kann eine vorübergehende Befreiung von den herrschenden Normen der Gesamtgesellschaft darstellen, insbesondere für Jugendliche, die aufgrund von Defiziten in ihrer Sozialisation zur Unfähigkeit an der Teilnahme von strukturierten Gruppen neigen. Die Merkmale einer „Fast-Gruppe“ (“Near-Group”) sind wie folgt: Die Mitgliedschaft ist unbeständig und wechselhaft. Die Rollendefinition ist ebenfalls wechselhaft, denn sie richtet sich nach den augenblicklichen Bedürfnissen. Die Mitgliedschaftskriterien sind ähnlich unberechenbar.
Die Definition von Erwartungen gegenüber Mitgliedern ist genauso begrenzt, wie die Verantwortlichkeit und Soziabilität als Erfordernisse für die Mitgliedschaft. Die Führung ist selbsternannt und häufig wechselnd und ungeklärt. Außerdem ist eine begrenzte Kohäsion mit zunehmender Entfernung vom Zentrum zu verzeichnen. Es gibt einen begrenzten Konsens über Funktionen, Ziele und Normen. Das Schichtungssystem ist wechselnd und personalisiert. Die Mitgliederzahl ist unklar; es werden Mitglieder in der Phantasie der Teilnehmer einbezogen. Ihr Verhalten ist darüber hinaus emotionalisiert.  Sie haben Konflikte mit den Vorschriften des Systems. Yablonski unterscheidet die folgenden Organisationsebenen der „Near-Group“: 1. Ebene: Anführer, 2. Ebene: Mitläufer und 3. Ebene Außenseiter (innerhalb der Gruppe).

## Miller
Walter B. Miller wandte sich 1959 gegen ein solches Subkulturverständnis. Die Bildung von subkulturellen Verbänden sei keine Reaktion auf die Hauptkultur, sondern das Ergebnis eines Festhaltens an einer spezifischen Unterschichtkultur. Jugendliche, die daran festhielten, würden somit zwangsläufig in Konflikt mit dem Gesetz geraten.